# Charles-Antoine de La Roche-Aymon
Charles-Antoine de La Roche-Aymon (Mainsat, 17 de fevereiro de 1697 - Paris, 27 de outubro de 1777) foi um cardeal do século XVIII

## Biografia
Nasceu em Mainsat em 17 de fevereiro de 1697. Terceiro dos três filhos de Renaud Nicolas, conde de La Roche-Aymon, e Geneviève de Baudri de Piancourt. Os outros irmãos eram Paul-Philippe e Marie. Seu primeiro nome também está listado como Antonio Carlo.
Recebeu sua educação inicial em letras e humanidades de professores particulares; mais tarde, frequentou a Faculdade Teológica de Paris, onde obteve o doutorado em teologia em abril de 1724.
Encomendado (nenhuma informação encontrada). Cânon do capítulo da catedral de Macon. Vigário Geral de Limoges, 1724.
Eleito bispo titular de Sarepta e nomeado sufragâneo de Limoges, em 11 de junho de 1725. Consagrada em 5 de agosto de 1725, catedral de Meaux, pelo cardeal Henri de Thyard de Bissy, bispo de Meaux, assistido por Jean Le Normand, bispo de Évreux, e por Scipion-Jérôme Bégon, bispo de Toul. abade commendatáriode Obazine, Limoges, 1729. Transferido para a sé de Tarbes, em 2 de outubro de 1730. Foi nomeado para a sé metropolitana de Toulouse pelo rei da França em 10 de janeiro de 1740. Promovido à sé metropolitana de Toulouse, em 11 de novembro de 1740; ele recebeu o pálio naquele mesmo dia. Nas tensões entre jansenistas e jesuítas, por um lado, e católicos e protestantes, por outro lado, ele assumiu uma posição conciliadora tentada; ele também apoiou a criação de seminários. Membro da Assembleia do Clero desde 1740; seu vice-presidente, 1748-1760; e seu presidente, 1760-1775. Nomeado para a sé metropolitana de Narbonne pelo rei da França em 2 de outubro de 1752. Transferido para a sé metropolitana de Narbonne em 18 de dezembro de 1752; ele recebeu o pálio naquele mesmo dia. Comendador da Ordem doSaint-Esprit , 1753. Grande Esmoleiro do Reino da França, 1760-1777. Abade commendatario da abadia beneditina de Trinité de Fecamp , março de 1761. Nomeado pelo rei da França para a sé metropolitana de Reims em 5 de dezembro de 1762. Transferido para a sé metropolitana de Reims, em 24 de janeiro de 1763; nesse mesmo dia foi-lhe concedido o pálio; ele também foi nomeado legado da Santa Sé. Em maio de 1766, foi nomeado presidente da Comissão de Regulares, cargo a partir do qual introduziu importantes reformas como o aumento da idade para fazer a profissão religiosa e o estabelecimento de um número mínimo de monges para formar uma comunidade. Par da França . Legado da Santa Sé. A partir de abril de 1771, ele foi responsável pela folha de lucros, o que o tornou virtual ministro dos Cultos, porque era ele quem propunha as nomeações para os diversos benefícios eclesiásticos.
Criado cardeal sacerdote no consistório de 16 de dezembro de 1771; com um breve apostólico de 16 de dezembro de 1771, o papa lhe enviou o barrete vermelho; ele nunca foi a Roma para receber o chapéu vermelho e o título. Não participou do conclave de 1774-1775, que elegeu o Papa Pio VI. Abade commendatario de Saint-Germain-des-Prés desde janeiro de 1774. Ele presidiu a consagração do rei Luís XVI de França e da rainha Maria Antonieta em 11 de junho de 1775. Decano dos bispos franceses.
Morreu em Paris em 27 de outubro de 1777, depois de dois anos doente de várias doenças. Sepultado, com pompa solene, na igreja da abadia de Saint-Germain-des-Prés, no dia 30 de outubro seguinte, depois de seu corpo ter sido levado em procissão pelas ruas daquele bairro. A oração fúnebre foi proferida por Pierre-Joseph Perreau, bispo titular de Tricomi, em 1º de abril de 1778, na catedral metropolitana de Reims.